# Kalanchoe streptantha
Kalanchoe streptantha és una espècie de planta suculenta del gènere Kalanchoe, que pertany a la família Crassulaceae.

## Descripció
És una planta perenne, totalment glabra, robusta, de fins a 1,2 m d'alçada.
Les tiges són robustes, de 2 a 3 cm de diàmetre, decumbents, ramificades a la base.
Les fulles són poc peciolades a subsèssils, gruixudes, carnoses, de color verd clar a verd-blavoses, vores de vermell a marronoses, cobertes amb una pruïna blanquinosa i glauca, pecíol de 5 a 10 mm, lleugerament amplexicaule, làmina oblonga-lanceolada, obovada a obovada-lanceolada, de 4 a 15 cm de llarg i d'1 a 7,5 cm d'ample, amb taques violàcies, la punta es redueix i cunea, aguda, la base es va reduint gradualment des del centre, els marges sencers o lleugerament sinuats.
Les inflorescències en panícules corimboses de poques flors, de 10 a 15 cm d'ample, peduncles a 30 cm, pedicels de 6 a 25 mm.
Les flors són pèndules; calze tubular, de color verd o groc, amb vores vermelles, de vegades amb pèls glandulars, tub de 10 a 15 mm; sèpals ovat-deltoides, aguts, de 4 a 9 mm de llarg i de 6 a 8 mm d'ample; corol·la de color groc, tub de 30 a 36 mm, pètals ovats a oblongs, molt obtusos i cuspidats, estesos, de 9 a 12 mm de llarg i de 5 a 6 mm d'ample.

## Distribució
Planta endèmica del centre i oest de Madagascar. Creix en llocs rocosos assolellats.

## Taxonomia
Kalanchoe streptantha va ser descrita per John Gilbert Baker (Baker) i publicada al Journal of Botany, British and Foreign. London. 22: 472. 1887.

#### Etimologia
Kalanchoe: nom genèric que deriva de la paraula cantonesa "Kalan Chauhuy", 伽藍菜 que significa 'allò que cau i creix'.
streptantha: epítet que deriva de les paraules gregues streptos, = 'retorçat' i anthos = 'flor'.

#### Sinonímia
- Bryophyllum streptanthum  (Baker) A.Berger (1930) / Kitchingia streptantha (Baker) Allorge-Boiteau (1995)